# كارلوس روسجا
كارلوس روسجا (بالإسبانية: Carlos Ruesga) مواليد 10 مارس 1985 في إسبانيا، هو لاعب كرة يد إسباني يلعب كظهير أيسر. يلعب حاليا مع سبورتينغ كلاب. مثل منتخب إسبانيا لكرة اليد. حقق المركز الأول في بطولة العالم لكرة اليد للرجال 2013.

## المسيرة الاحترافية
لعب مع نادي سان أنطونيو لكرة اليد في الدوري الإسباني من سنة 2005 إلى 2010، ثم لعب مع أديمار ليون من سنة 2010 إلى 2013، ثم لعب مع نادي فيسبرم لكرة اليد في الدوري الإسباني من سنة 2013 إلى 2015، ثم لعب مع نادي برشلونة لكرة اليد في موسم 2015–2016، ثم لعب مع سبورتينغ كلاب في الدوري البرتغالي في سنة 2016.

## الميداليات
| الميدالية | المسابقة                           |
| --------- | ---------------------------------- |
| ذهبية     | بطولة العالم لكرة اليد للرجال 2013 |
| برونزية   | بطولة أوروبا لكرة اليد للرجال 2014 |

## روابط خارجية
- كارلوس روسجا على موقع الاتحاد الأوروبي لكرة اليد (الإنجليزية)